# Saint-Symphorien (Sarthe)
Pour les articles homonymes, voir Saint-Symphorien.
Saint-Symphorien est une commune française, située dans le département de la Sarthe en région Pays de la Loire, peuplée de 499 habitants (les Saint-Symphorinois).
La commune fait partie de la province historique du Maine.

## Géographie
| Parennes               | Tennie              | Tennie              |
| Neuvillette-en-Charnie | Saint-Symphorien    | Bernay-en-Champagne |
| Chemiré-en-Charnie     | Ruillé-en-Champagne | Ruillé-en-Champagne |

### Climat
Pour des articles plus généraux, voir Climat des Pays de la Loire et Climat de la Sarthe.
En 2010, le climat de la commune est de type climat océanique altéré, selon une étude du CNRS s'appuyant sur une série de données couvrant la période 1971-2000. En 2020, Météo-France publie une typologie des climats de la France métropolitaine dans laquelle la commune est exposée à un climat océanique et est dans la région climatique  Moyenne vallée de la Loire, caractérisée par une bonne insolation (1 850 h/an) et un été peu pluvieux. 
Pour la période 1971-2000, la température annuelle moyenne est de 11 °C, avec une amplitude thermique annuelle de 14,1 °C. Le cumul annuel moyen de précipitations est de 739 mm, avec 12,2 jours de précipitations en janvier et 7 jours en juillet. Pour la période 1991-2020, la température moyenne annuelle observée sur la station météorologique de Météo-France la plus proche, sur la commune de Rouessé-Vassé à 11 km à vol d'oiseau, est de 11,7 °C et le cumul annuel moyen de précipitations est de 806,9 mm,. Pour l'avenir, les paramètres climatiques de la commune estimés pour 2050 selon différents scénarios d'émission de gaz à effet de serre sont consultables sur un site dédié publié par Météo-France en novembre 2022.

## Urbanisme

### Typologie
Au 1er janvier 2024, Saint-Symphorien est catégorisée commune rurale à habitat dispersé, selon la nouvelle grille communale de densité à sept niveaux définie par l'Insee en 2022.
Elle est située hors unité urbaine. Par ailleurs la commune fait partie de l'aire d'attraction du Mans, dont elle est une commune de la couronne,. Cette aire, qui regroupe 144 communes, est catégorisée dans les aires de 200 000 à moins de 700 000 habitants,.

### Occupation des sols
L'occupation des sols de la commune, telle qu'elle ressort de la base de données européenne d’occupation biophysique des sols Corine Land Cover (CLC), est marquée par l'importance des territoires agricoles (68,3 % en 2018), une proportion sensiblement équivalente à celle de 1990 (67,8 %). La répartition détaillée en 2018 est la suivante : 
terres arables (32,6 %), prairies (31,1 %), forêts (29,2 %), zones agricoles hétérogènes (4,6 %), zones urbanisées (1,3 %), milieux à végétation arbustive et/ou herbacée (1,1 %). L'évolution de l’occupation des sols de la commune et de ses infrastructures peut être observée sur les différentes représentations cartographiques du territoire : la carte de Cassini (XVIIIe siècle), la carte d'état-major (1820-1866) et les cartes ou photos aériennes de l'IGN pour la période actuelle (1950 à aujourd'hui).

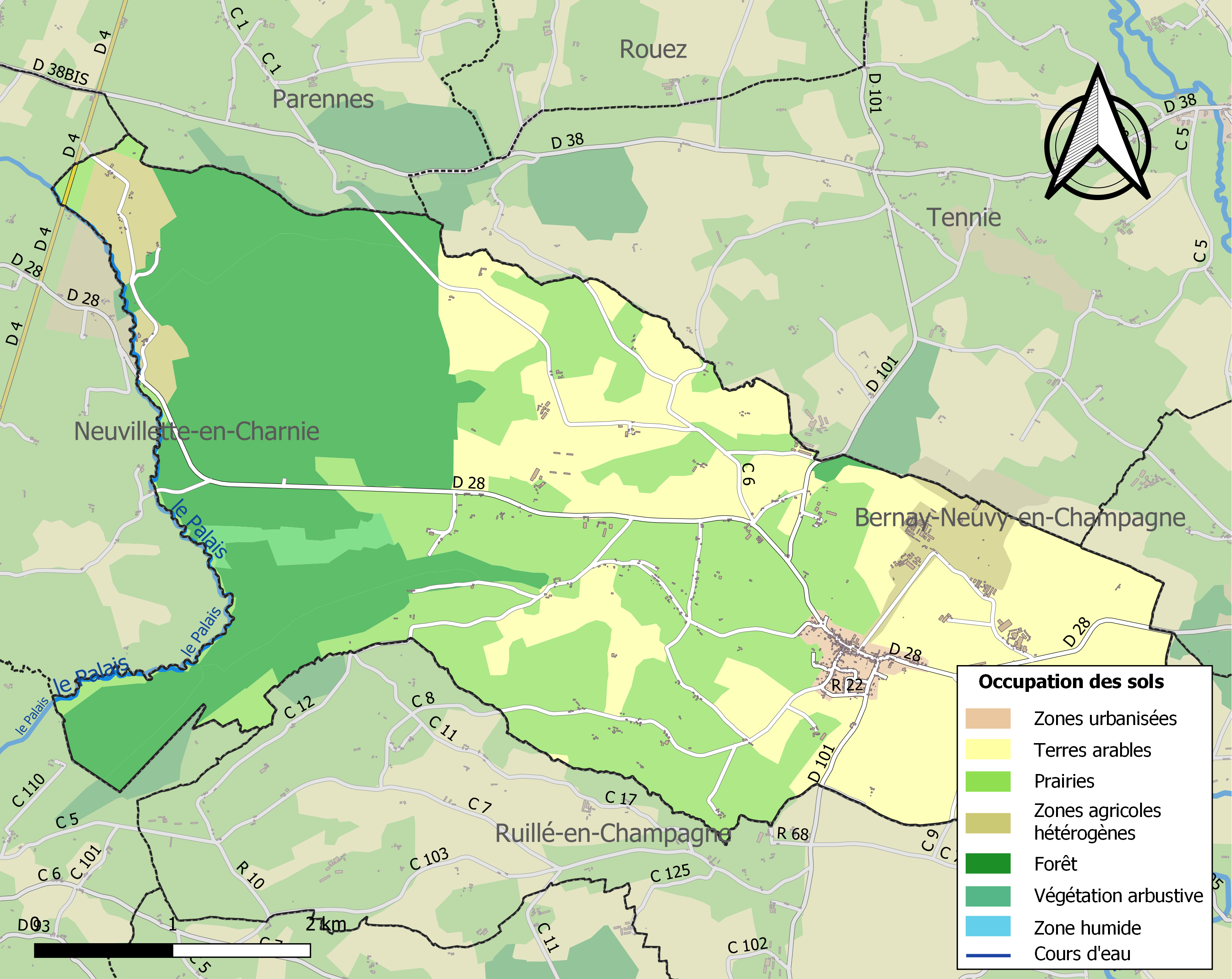
Carte des infrastructures et de l'occupation des sols de la commune en 2018 (CLC).

## Histoire
En 1787, le curé de la paroisse et Louis II du Bouchet de Sourches, établissent deux sœurs de charité de la Chapelle au Riboul pour faire l'école aux petites filles et avoir soin des pauvres malades[réf. nécessaire].

## Politique et administration
| Période                                  | Période  | Identité       | Étiquette | Qualité |
| ---------------------------------------- | -------- | -------------- | --------- | --- |
| 1948                                     | 1971     | André Denis    |           | |
| juin 1995                                | mai 2020 | Joël Méténier  | UMP-LR    | Responsable maintenance, conseiller général du canton de Conlie (2011 → 2015), président de la CC de la Champagne Conlinoise (2014 → 2017) puis de la CC de la Champagne Conlinoise et du Pays de Sillé (2017 → 2020) |
| mai 2020                                 | En cours | Francis Coulon | SE        | Chauffeur routier retraité |
| Les données manquantes sont à compléter. |          |                |           | |

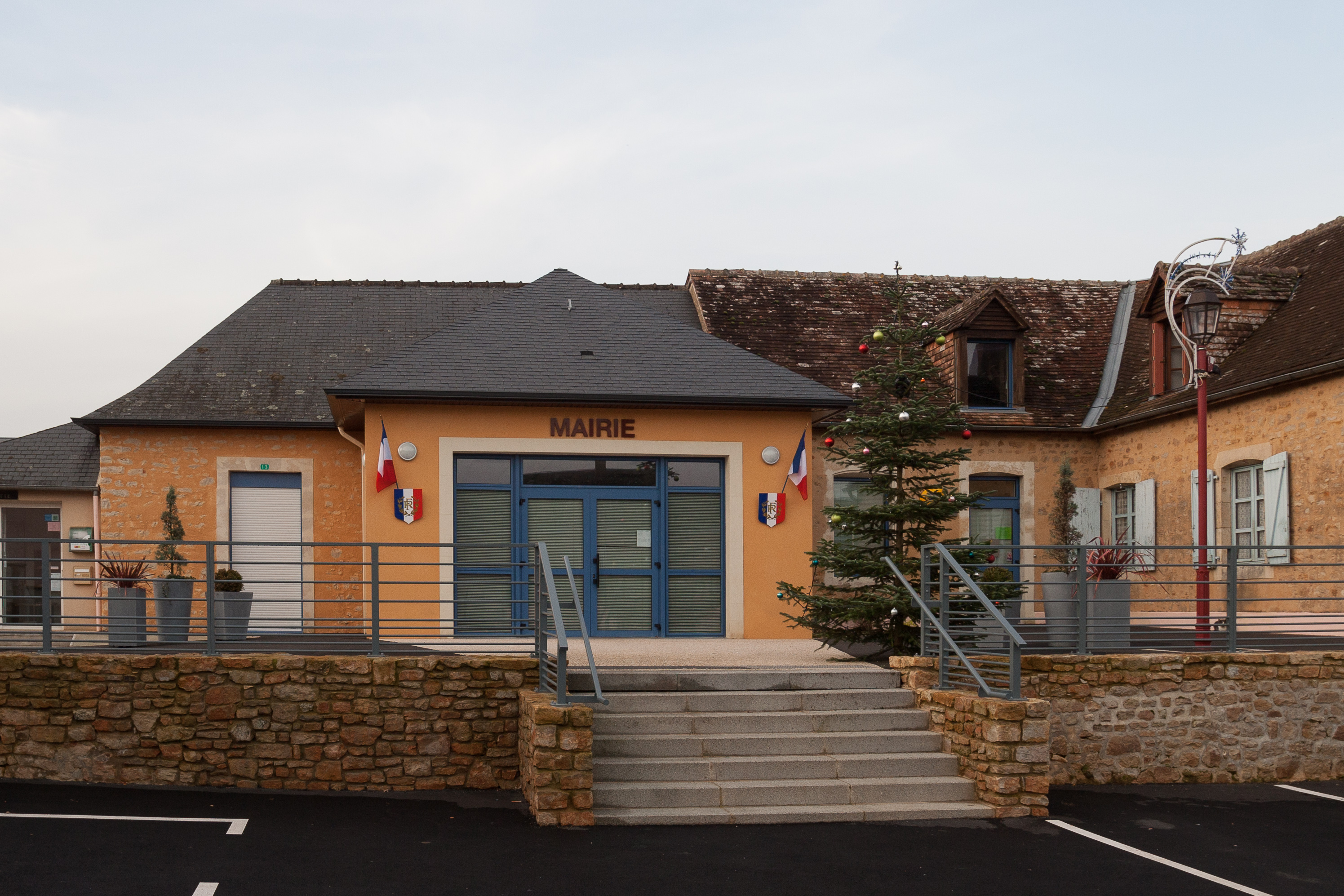
La mairie.

Le conseil municipal est composé de quinze membres dont le maire et trois adjoints.

## Démographie
L'évolution du nombre d'habitants est connue à travers les recensements de la population effectués dans la commune depuis 1793. Pour les communes de moins de 10 000 habitants, une enquête de recensement portant sur toute la population est réalisée tous les cinq ans, les populations de référence des années intermédiaires étant quant à elles estimées par interpolation ou extrapolation. Pour la commune, le premier recensement exhaustif entrant dans le cadre du nouveau dispositif a été réalisé en 2004.
En 2022, la commune comptait 499 habitants, en évolution de −14,26 % par rapport à 2016 (Sarthe : −0,25 %, France hors Mayotte : +2,11 %).
Saint-Symphorien a compté jusqu'à 1 203 habitants en 1856.
| 1793 | 1800 | 1806 | 1821 | 1831  | 1836  | 1841  | 1846  | 1851  |
| ---- | ---- | ---- | ---- | ----- | ----- | ----- | ----- | ----- |
| 776  | 805  | 849  | 990  | 1 050 | 1 087 | 1 088 | 1 082 | 1 132 |

| 1856  | 1861  | 1866  | 1872 | 1876 | 1881 | 1886 | 1891 | 1896 |
| ----- | ----- | ----- | ---- | ---- | ---- | ---- | ---- | ---- |
| 1 203 | 1 193 | 1 076 | 960  | 976  | 941  | 925  | 912  | 930  |

| 1901 | 1906 | 1911 | 1921 | 1926 | 1931 | 1936 | 1946 | 1954 |
| ---- | ---- | ---- | ---- | ---- | ---- | ---- | ---- | ---- |
| 869  | 864  | 943  | 806  | 825  | 755  | 696  | 687  | 606  |

| 1962 | 1968 | 1975 | 1982 | 1990 | 1999 | 2004 | 2006 | 2009 |
| ---- | ---- | ---- | ---- | ---- | ---- | ---- | ---- | ---- |
| 616  | 611  | 588  | 479  | 469  | 500  | 532  | 543  | 563  |

| 2014 | 2019 | 2022 | - | - | - | - | - | - |
| ---- | ---- | ---- | - | - | - | - | - | - |
| 581  | 516  | 499  | - | - | - | - | - | - |

## Culture locale et patrimoine

### Lieux et monuments
- Château de Sourches, du XVe siècle, classé au titre des Monuments historiques[22]. Il abrite de nombreuses œuvres classées à titre d'objets[23]. Le château est sur le territoire de Saint-Symphorien, les mottes castrales qui l'accompagnent sont sur Tennie. Le parc est un site classé[24].
- Église Saint-Symphorien. Elle abrite une Vierge à l'Enfant du XVIIe et deux croix de procession classées à titre d'objets.
- Four à chanvre du Houx.
- Forêt domaniale de la Petite Charnie.

### Héraldique
| Blason de Saint-Symphorien | Blason  | Parti : au 1er d'argent à deux fasces de sable et à une abeille d'or brochante, au 2d de sinople à un chêne d'or. |
| Blason de Saint-Symphorien | Détails | L'« argent à deux fasces de sable » est repris des armes de la famille du Bouchet de Sourches, anciens seigneurs locaux, et l'abeille est attribut de saint Symphorien, patron éponyme de la commune. Le vert est pour l'agriculture et le chêne rappelle la présence de la forêt de la Petite Charnie sur le territoire communal. Adopté en 2022. |